# Liste von Persönlichkeiten aus Intragna TI
Diese Liste enthält in Intragna TI geborene Persönlichkeiten und solche, die in Intragna TI ihren Wirkungskreis hatten, ohne dort geboren zu sein. Die Liste erhebt keinen Anspruch auf Vollständigkeit.

## Persönlichkeiten
(Sortierung nach Geburtsjahr)

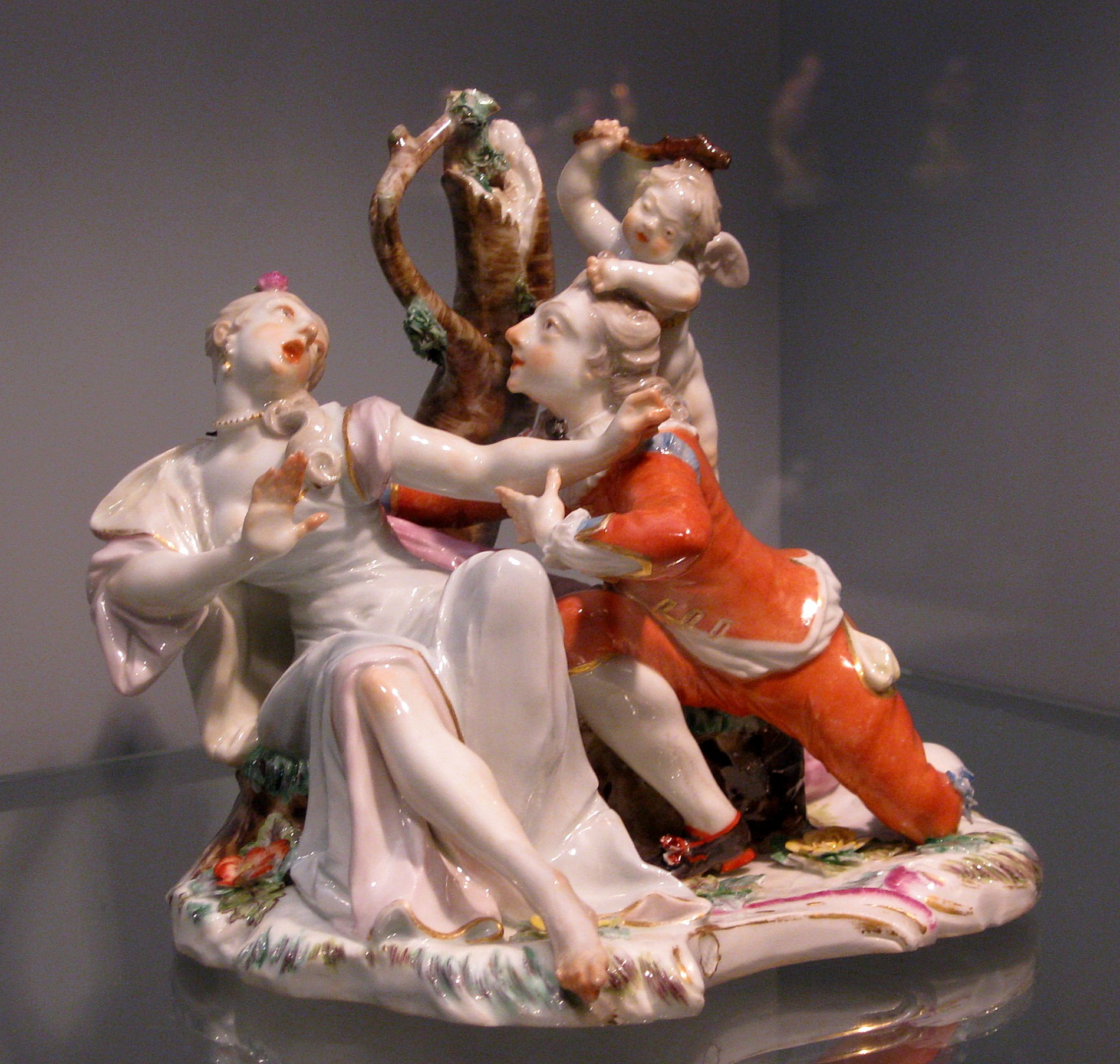
Franz Anton Bustelli: Liebesgruppe, 1756, Porzellanmanufaktur Nymphenburg, Bayerisches Nationalmuseum, München

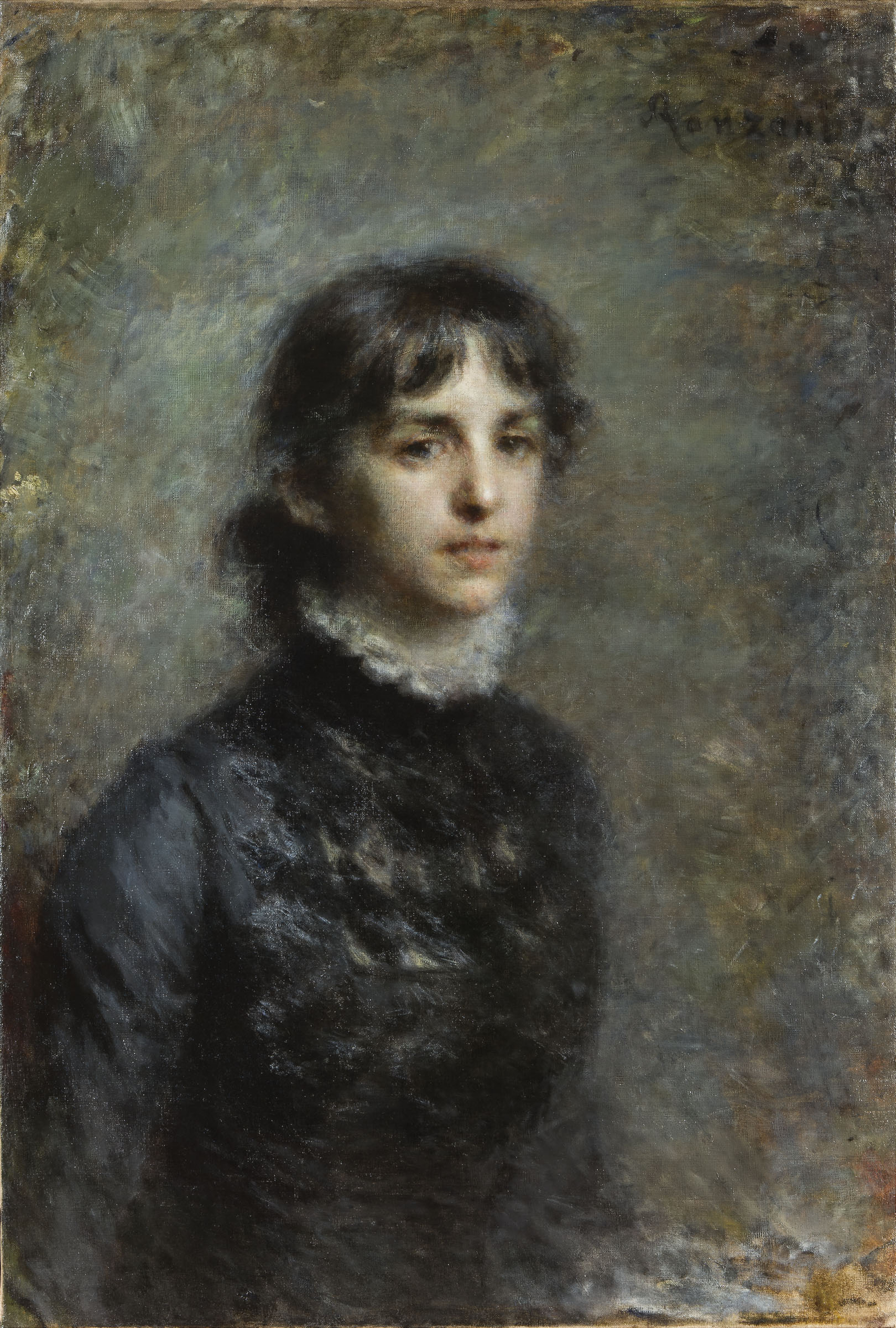
Antoinette de Saint Léger, dargestellt von Daniele Ranzoni, 1886

- Petronus Bianchi (* um 1310 in Intragna; † nach dem 1365 ebenda), Mitglied des Rats der Pieve Locarno 1365[1]

- Familie Bustelli. [2]
  - Paolo Maria Bustelli (* um 1710 in Intragna; † nach dem 1750 ebenda), Kapuziner, schrieb 1750 die Geschichte von Intragna[2]
  - Franz Anton Bustelli (1723–1763), Plastiker und Bildhauer
  - Paolo Bustelli (* um 1790 in Intragna; † nach dem 1844 ebenda), Tessiner Grossrat 1839–1844[2]

- Familie Maggetti. 
  - Giovan Battista Maggetti (* um 1765 in Golino; † 9. November 1823 in Riva San Vitale), Priester, Doktor der Theologie, Erzpriester von Riva San Vitale[3]
  - Mansueto Maggetti (* 1813 in Intragna; † ebenda 1844), Organist, 1826–1828 und dann 1837–1844 Organist der Pfarrkirche San Gottardo von Intragna; er studierte 1828 und 1837 in Mailand[4]
  - Daniel Maggetti (1961), Autor und Direktor des Centre de littératures en Suisse romande der Universität Lausanne, Schriftsteller[5]

- Giuseppe Pedrazzi (* um 1830 in Cerentino ?; † nach 1859 in Intragna ?), Dekorationsmaler um 1859 arbeitete er an der Dekoration der Kirche in Intragna mit[6]
- Giacomo Cavalli (* 1. März 1845 in Intragna; † 19. November 1926 ebenda), Geistlicher, Kaplan in Intragna im Jahr 1920[7]
- Antoinette de Saint Léger (* 1856 in Sankt Petersburg; † 1948 in Intragna) von 1885 bis 1927 die Eigentümerin der Brissago-Inseln[8]
- Gottardo Fedele Ponziano Piazzoni (* 12. April 1872 in Intragna; † 1. August 1945 in Carmel Valley (San Diego)), Kunstmaler an der California School of Design in San Francisco, für die Main Library von San Francisco schuf er einen Zyklus von 14 Gemälden[9][10][11][12]
- Carlo Zanda (* 2. Februar 1886 in Livorno; † 11. Februar 1971 in Intragna), aus Verscio, Kaufmann und Schriftsteller[13]
- Boris Hellmann (* 9. September 1905 in Heiden AR; † 14. Juni 1975 in Zürich), Schauspieler und Bühnenbildner[14][15]
- Ettore Jelmorini (* 17. Mai 1909 in Intragna; † 6. April 1968 ebenda), Steinhauer und Mineur[16]
- Werner Zingg (* 15. Oktober 1916 in Basel; † 2. September 2010 in Intragna), Maler und Bildhauer seit 1943 im Tessin tätig.[17][18]
- Friedrich Reinhard Brüderlin (* 23. August 1919 in Basel; † 1. Dezember 2009 in Verscio), Bildhauer und Maler[19][20]
- Ermano Maggini (1931–1991), Musikpädagoge und Komponist
- Fede Cavalli Melià (* 19. April 1936 in Cevio; † 19. November 2011 in Prato-Sornico), Kunstmalerin, Linoleumgrafin seit 1970 in Italien tätig[21]
- Roberto Maggini (* 28. August 1944 in Intragna), Sänger und Folkgesangforscher, er begleitete Dimitri in tournèe; 1975 besuchte er die Accademia Teatro Dimitri; 1980 Mitglied der Compagnie Théâtre Pashahu[22]